# Hira
|  | Aquest article tracta sobre la ciutat capital dels làkhmides. Si cerqueu la muntanya o cova sagrada musulmana, vegeu «cova de Hirà». |

Al-Hira o, a vegades, Hira (àrab: الحيرة, al-Ḥīra) fou una antiga ciutat al sud de Kufa a la part central del sud de l'Iraq al límit entre les terres agrícoles mesopotàmiques i el desert d'Aràbia. Fou un campament militar que al segle v i VI va esdevenir la capital de l'estat àrab cristià nestorià dels làkhmides (considerat el primer estat àrab fora d'Aràbia si no es prenen en compte Hatra i Palmira, ciutats estat àrabs, ni el regne dels nabateus de Petra que de fet eren àrabs), que entre els segles IV i VII van ser vassalls dels sassànides. Va ser seu d'un bisbat nestorià que exportava el cristianisme cap a Aràbia. Es creu que fou a al-Hira on es va desenvolupar l'escriptura àrab. Fou també el centre dels poetes i homes de lletres àrabs com Abid, Tàrafa o an-Nàbigha, i del més gran poeta preislàmic, Adí ibn Zayd, de la comunitat cristiana dels Ibad.
Actualment existeixen les seves ruïnes a uns 7 km al sud-est de Najaf. Foren descobertes per l'alemany B. Meissner el 1901 i explorades per una expedició d'Oxford el 1931. L'entorn fou explorat per una expedició japonesa en els anys 1970 i 1980, però la pròpia ciutat encara no ha estat excavada.

## Història
No se sap quan es va fundar i la tradició àrab ho atribueix a Nabuconodosor (Buḵtnaṣṣar); a l'arsàcida Ardawān (com a punt de concentració per lluitar contra el persa Artaxerxes I); el rei Tubba d'Aràbia del sud, i altres. En tot cas la ciutat fou ben aviat un centre urbà destacat, poblat inicialment per arameus que parlaven siríac (és possible que el nom derivi del siríac ḥērəṯā que vol dir "recinte" o del àrab, ja que en sabeu hi ha la paraula hwr que vol dir "establiment") i als que els àrabs els anomenaven Nabaṭ al-ʿErāq. Aviat la població es va barrejar amb àrabs, principalment de les tribus Tamim, Tanuḵh, Ḡassān i Laḵm; d'aquesta tribu eren els que es van erigir en governants d'Hira a partir del segle iv.
Ḥira fou seu d'un bisbat nestorià al segle v i consta el bisbe Hosea que va assistir al primer sínode nestorià el 410. Més tard s'esmenta el bisbe Isodad el 640 coincidint amb la conquesta àrab de Shushtar. Hi va haver bisbes nestorians a la ciutat fins al 1013 quan Yoḥannā ben Nazuk de Ḥira fou elegit Catholicos de l'Església nestoriana. A la regió hi havia nombroses esglésies i monestirs. La població cristiana àrab tenia fama de literats i se'ls anomenava Ebad al-Masih (Devots del Messies). L'alfabet àrab hauria sorgit a la ciutat i es va estendre al Hedjaz el segle vi.
Els governants làkhmides dominaven Hira però residien a la rodalia, principalment als palaus de Ḵawarnaq i Sadir, que van ser construïts per ells. les princeses cristianes locals van fundar diversos monestirs, destacant el de Dayr Hind. La dinastia làkhmida fou reconeguda com a vassalla per Sapor II (337-358) i es van encarregar per compte d'aquests de la vigilància de les terres frontereres entre Mesopotàmia i Aràbia enfront dels romans d'Orient i els seus aliats gassànides del desert sirià, i dels beduïns de la península Aràbiga. Els sassànides disposaven de posicions militars a Bahrain i Hajar (al-Hasa). Bahram V Gor va passar la seva joventut amb els làkhmides. El suport del rei al-Mundhir I va permetre a Bahram V ocupar el tron de Pèrsia el 420. Sota al-Múndhir III (505-554) la ciutat va arribar al cim del seu poder. Fou llavors, vers el 527, que els làkhmides van lliurar una guerra amb els gassànides, vassalls romans d'Orient. El 542 els làkhmides van tenir un paper decisiu en la derrota que Còsroes I va infligir als romans d'Orient dirigits per Belisari a la batalla de Cal·linícon, al sud d'Edessa. L'any 575, els romans d'Orient van aconseguir resoldre les seves diferències amb els gassànides, que van saquejar Hira.
Fou un greu error de Ḵosrow II o Còsroes II Aparviz deposar el darrer rei An-Numan III ben Mundhir IV el 602, debilitant la defensa de l'imperi al seu flanc sud-oest. Els àrabs locals van resistir i es van revoltar; pocs anys després els àrabs musulmans envaïen l'imperi Sassànida. El 633, després de la batalla d'Al-Hira, la ciutat fou ocupada pels musulmans dirigits per Khàlid ibn al-Walid (maig del 633). Va entrar en decadència sent eclipsada pel campament militar proper de Kufa, esdevinguda una ciutat que els musulmans feren servir de capital.
Encara existia el 796/797 quan la va visitar Harun ar-Raixid. El 927 els beduïns van saquejar l'entorn de Kufa (Sawad de Kufa) incloent Hira i el califa va haver d'enviar un exèrcit a la zona. Passa quasi desapercebuda al segle X pels geògrafs àrabs i Ibn Hàwqal diu que la seva població estava dispersa i no era abundant. Posteriorment ja no torna a ser esmentada.